# St. Johannis (Oederquart)

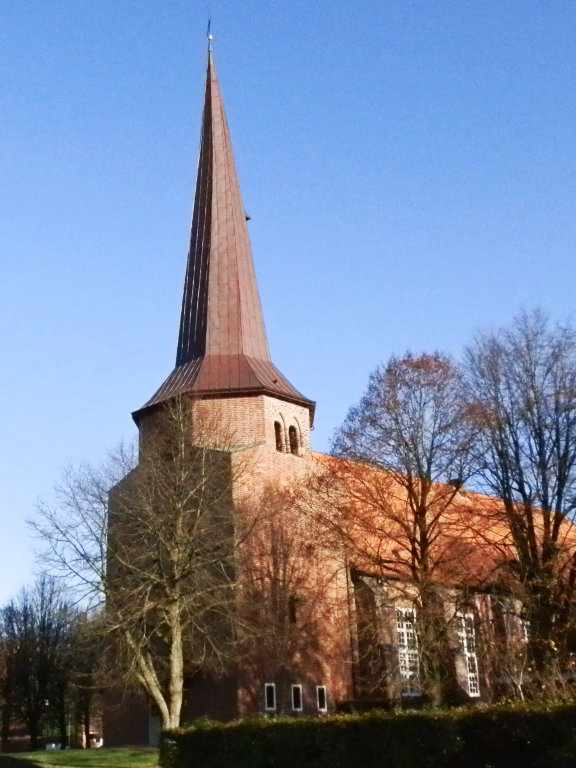
St. Johannis in Oederquart

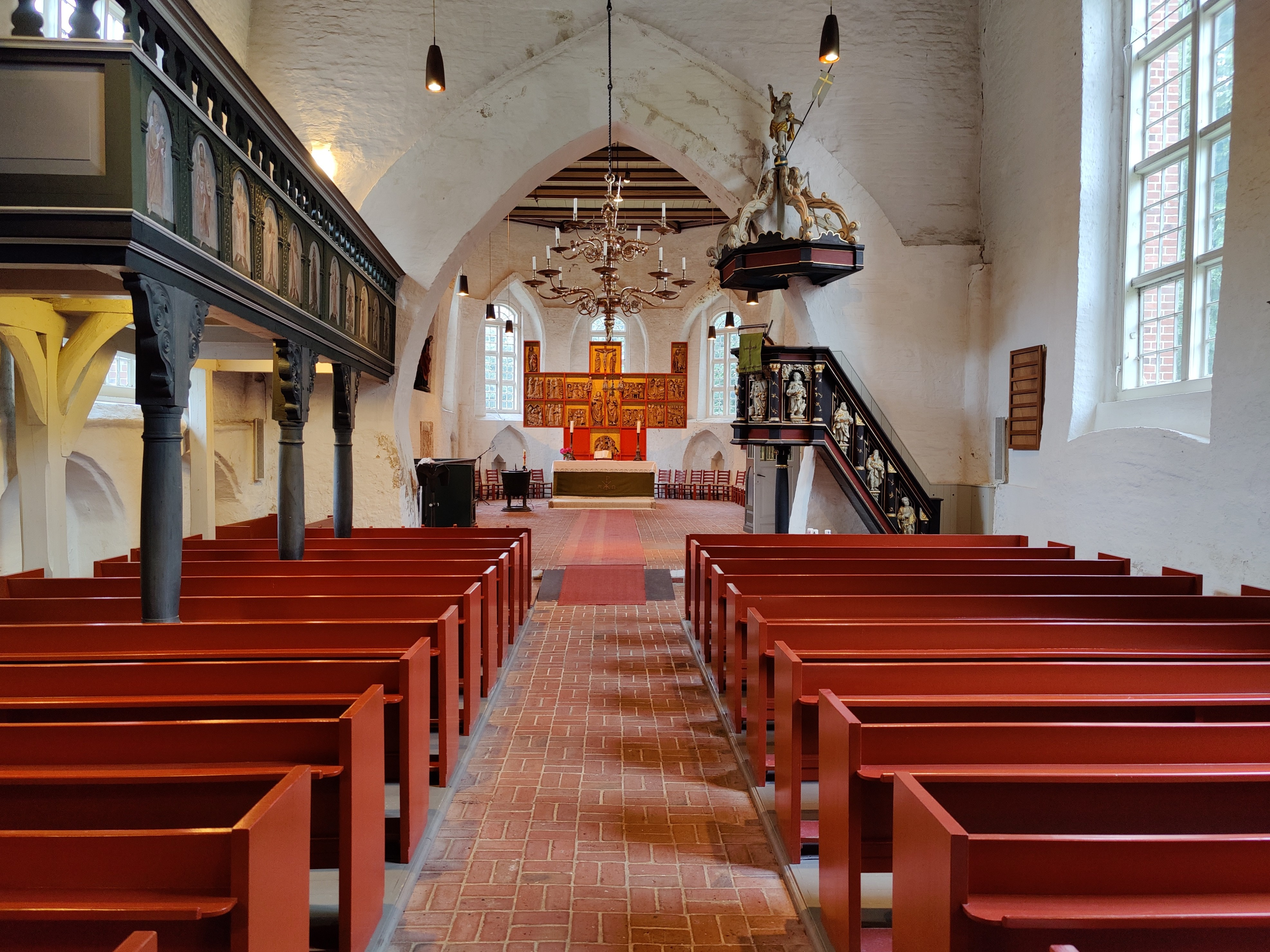
Innenansicht

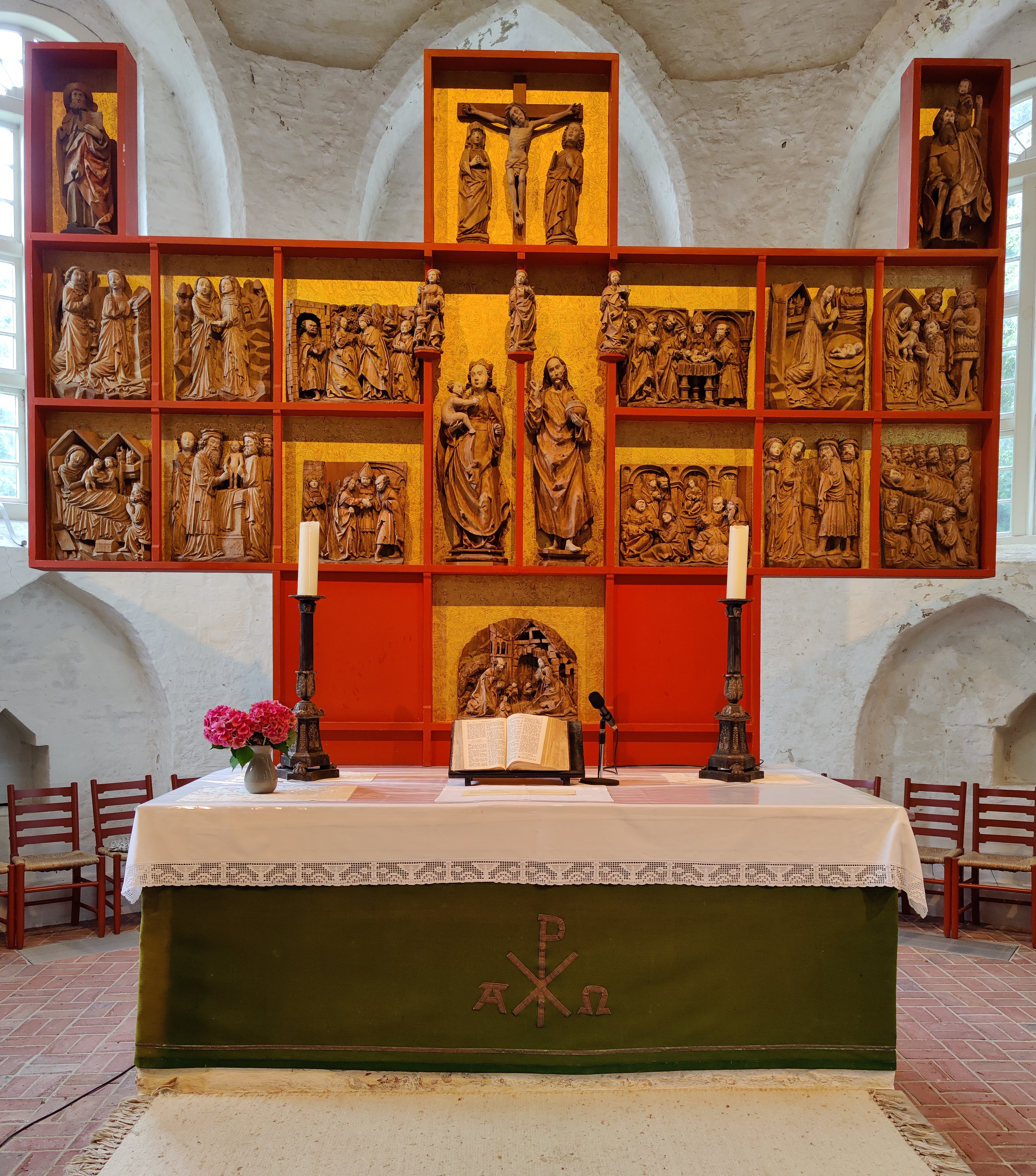
Altar

Die evangelische Dorfkirche St. Johannis ist eine gotische Saalkirche in Oederquart im Landkreis Stade in Niedersachsen. Sie gehört zur Kirchengemeinde Oederquart im Kirchenkreis Stade der Evangelisch-lutherischen Landeskirche Hannovers und ist für den erhaltenen Prospekt der Orgel von Arp Schnitger bekannt.

## Geschichte und Architektur
Die Kirche ist eine langgestreckte Saalkirche aus Backstein mit polygonalem Chorschluss und einem wuchtigen Westturm aus der ersten Hälfte des 14. Jahrhunderts; sie wurde 1330 erstmals erwähnt. Die drei westlichen Joche an der Südseite wurden in den Jahren 1793–94 neu erbaut, wie auch alle Strebepfeiler. Das Erdgeschoss des Westturms wurde mehrfach verändert, im achteckigen Obergeschoss sind noch die großformatigen Backsteine erhalten. Im westlichen Joch der Nordseite führt ein hohes Spitzbogenportal, das von hochsitzenden Spitzbogennischen flankiert wird, ins Innere. In die abgestuften gotischen Fensterlaibungen wurden in den Jahren 1793–94 flachbogige Holzsprossenfenster eingefügt.
Das Innere war ursprünglich eingewölbt und wird seit 1794 von einer Flachdecke abgeschlossen, die heutige stammt aus den Jahren 1906–07. Zwischen Langhaus und Chor vermittelt ein großer eingezogener Spitzbogen. Unter den Fenstern der Nordwand und des Chores sind halbrunde oder spitzbogige Nischen eingelassen.

## Ausstattung
Hauptstück der Ausstattung ist ein Altarretabel mit einem neuen Schrein, der aus Reliefs und Figuren mehrerer spätmittelalterlicher Schnitzaltäre zusammengestellt wurde. In der Mitte des Aufbaus sind zwei große Skulpturen von Maria mit dem Kind und des Erlösers aus den Jahren 1520/1530 aufgestellt, zu beiden Seiten sind vier etwa gleichzeitige Reliefs mit Szenen aus dem Marienleben angeordnet. Auf den Flügeln sind insgesamt acht Reliefs aus der Zeit um 1420/1430 ebenfalls mit Darstellungen aus dem Marienleben zu sehen. Über der Mitte befindet sich eine kleine Kreuzigungsgruppe aus der Zeit um 1500 sowie fünf weitere verschieden große Heiligenfiguren.
Weiter ist eine künstlerisch wertvolle, ausdrucksvolle Triumphkreuzgruppe aus dem ersten Viertel des 16. Jahrhunderts zu sehen, die aus lebensgroßen, vollplastischen Figuren besteht. Ein Bronzetaufbecken vom Anfang des 14. Jahrhunderts steht auf vier Tragefiguren im Bodenring. An der Wandung des Beckens finden sich eine spiegelbildliche Inschrift und vier aus derselben Model gegossene Darstellungen des thronenden Christus, von den Evangelistensymbolen umgeben. Die Kanzel ist ein Werk von Johann Conrad Wilkens aus Stade aus dem Jahr 1695. Korb und Treppe sind durch Säulchen mit Statuetten dazwischen gegliedert.
Die Nordempore im Langhaus stammt im Mittelteil aus der zweiten Hälfte des 17. Jahrhunderts, das östliche Stück von 1758, das westliche aus dem Jahr 1863. Die Westempore auf vier kräftigen Stützen mit reich verziertem Unterzug stammt von 1593, die Brüstung wurde 1907 erneuert. Eine Glocke wurde nach der Inschrift 1459 von Hermen Klinghe aus Bremen gegossen.

## Orgel

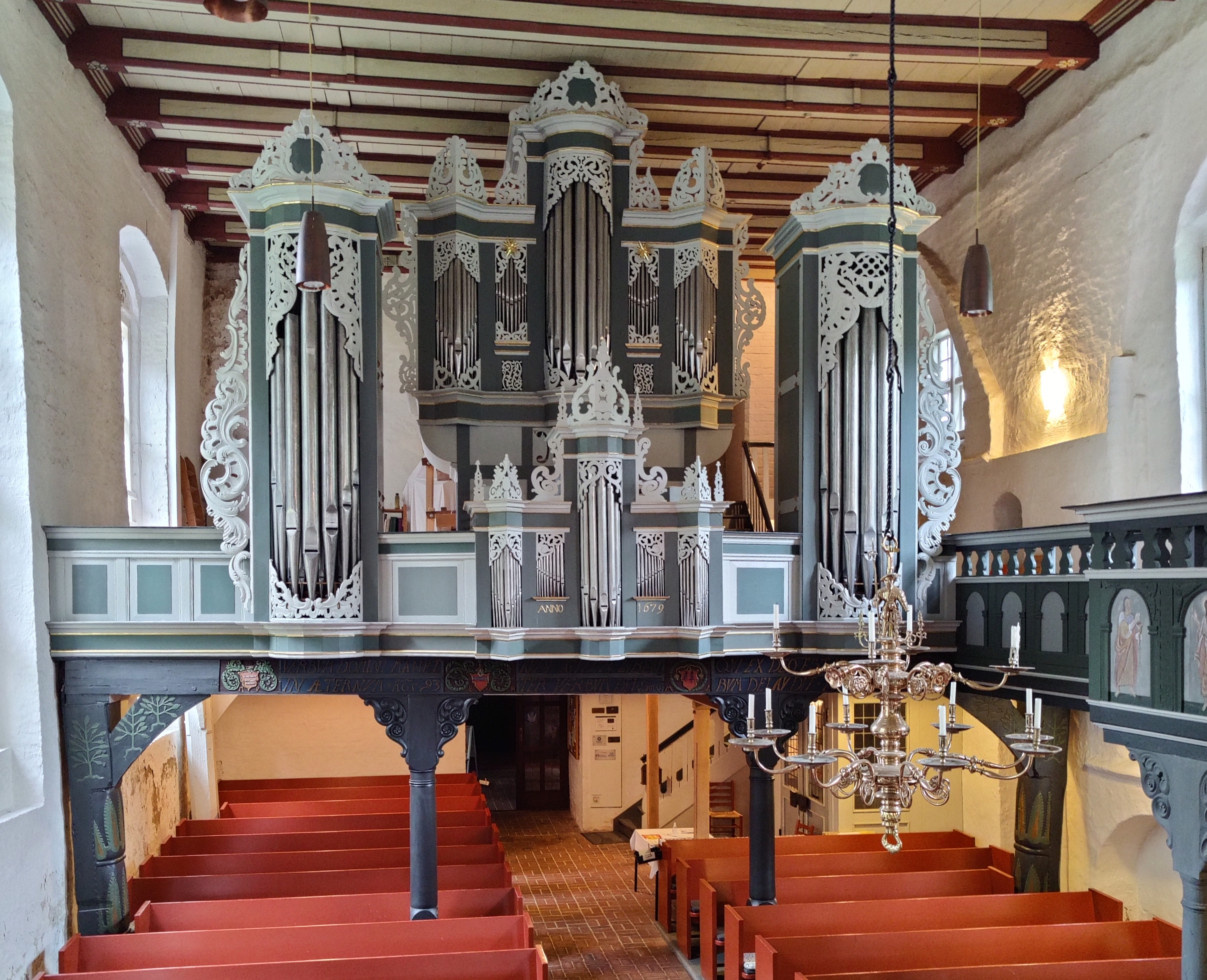
Orgel

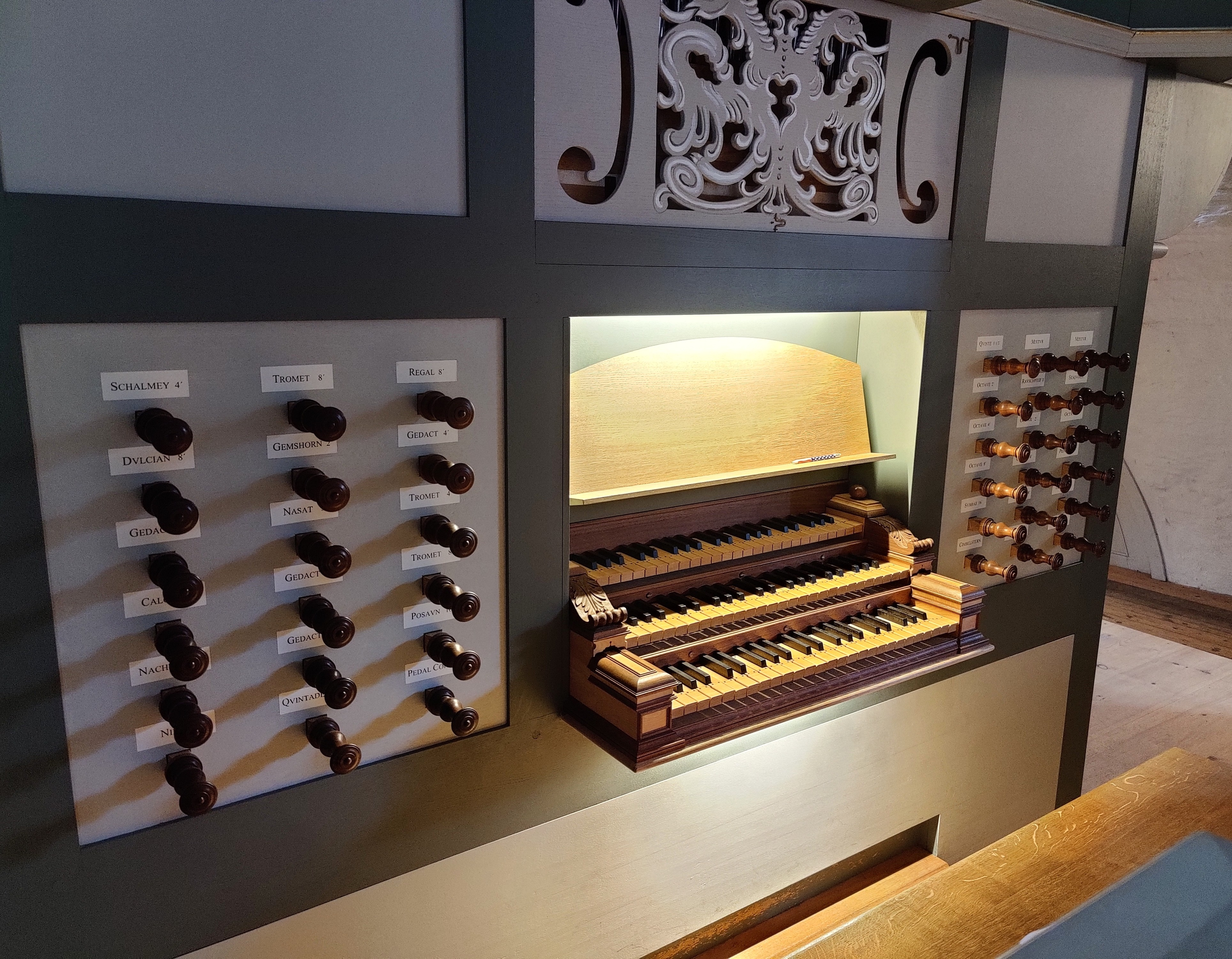
Spieltisch

Die Orgel besteht aus dem Prospekt von Hauptwerk und Rückpositiv, die 1679–82 von Arp Schnitger geschaffen wurden. Schnitger bezog Teile einer älteren Orgel aus dem Jahr 1652 von Hans Christoph Fritzsche (Frietzsch) ein. Frietzsch’ dreimanualiges Instrument wiederum hatte zehn Register einer Orgel von 1581 integriert, die 1632 schwer beschädigt worden war. Die Pedaltürme wurden 1781 von Johann Daniel Busch aus Itzehoe hinzugefügt.
Das Werk wurde 1865 und 1907–09 durch Johann Hinrich Röver erneuert. Furtwängler & Hammer setzte die Orgel auf die Westempore um. 1917 entgingen Schnitgers Prospektpfeifen der Ablieferung an die Rüstungsindustrie. 1971 erfolgte ein weiterer Neubau durch die Gebrüder Hillebrand mit zwölf Registern im neobarocken Stil auf zwei Manualwerken. Hillebrand rekonstruierte das Pedalwerk, wobei der Zustand von 1781 zugrunde gelegt wurde.
Das heutige Orgelwerk ist eine Rekonstruktion von Rowan West unter Verwendung der erhaltenen Manual-Prospektpfeifen und des Manualgehäuses von Arp Schnitger sowie der Pedal-Prospektpfeifen und der Pedaltürme von Busch. Die Rekonstruktion erfolgte 2014, 2015 und 2016/17 in drei Bauabschnitten. Die Orgel verfügt heute über 28 Register auf drei Manualen und Pedal und spiegelt den Zustand von 1682/1781 wider. Die Disposition lautet wie folgt:
| I Rückpositiv CDEFGA–c3 |    |             |
| Gedact                  | 8′ | (2017)      |
| Principal               | 4′ | (1679/2017) |
| Octave                  | 2′ | (2017)      |
| Sesquialt: II           |    | (2017)      |
| Mixtur IV               |    | (2017)      |
| Dulcian                 | 8′ | (2017)      |
| Schalmey                | 4′ | (2017)      |

| II Hauptwerk CDEFGA–c3 |     |             |
| Quintadehn             | 16′ | (2014)      |
| Principal              | 08′ | (1679/2014) |
| Gedact                 | 08′ | (2014)      |
| Octave                 | 04′ | (2014)      |
| Gedact                 | 04′ | (2017)      |
| Nasat                  | 03′ | (2014)      |
| Octave                 | 02′ | (2014)      |
| Gemshorn               | 02′ | (2015)      |
| Rauschpfeif II         |     | (2015)      |
| Mixtur IV–V            |     | (2017)      |
| Tromet                 | 08′ | (2017)      |

| III Brustwerk CDEFGA–c3 |       |        |
| Gedact                  | 4′    | (2015) |
| Octave                  | 2′    | (2015) |
| Quinte                  | 1 ⁄2′ | (2015) |
| Regal                   | 8′    | (2015) |

| Pedal CDE–d1 |     |             |
| Subbaß       | 16′ | (2000/2015) |
| Principal    | 08′ | (1781/2015) |
| Octave       | 04′ | (2000/2015) |
| Posaun       | 16′ | (2017)      |
| Tromet       | 08′ | (2017)      |
| Tromet       | 04′ | (2017)      |

- Manualkoppel (BW an HW) (als Schiebekoppel) (2014)
- Pedal Coppel (Ped an HW) (2014)
- Tremulant (aufs ganze Werk) (2017)
- Cimbelstern (2017)
- Ventil (HW) (2017)
- Nachtigall (2017)
- Calcant (2017)

## Glocken
Der verhältnismäßig große Turm von St. Johannis trägt in historischem Holzglockenstuhl ein dreistimmiges Geläut. Die älteste Glocke wurde 1459 von dem Bremer Glockengießer Hermann Klinghe gegossen. Sie weist an ihrer Oberfläche zwei Reliefs auf: die Muttergottes mit Kind sowie den Evangelisten Johannes. Eine zweite historische Glocke von Claudius Gage aus dem Jahr 1671 wurde Opfer des Zweiten Weltkriegs. Statt ihrer ließ die Gemeinde aus Anlass des 500-jährigen Jubiläums der Marienglocke bei der Glockengießerei Rincker in Sinn nach einer Disposition des damaligen Glockensachverständigen Alfred Hoppe zwei neue Glocken gießen. Das Geläut wurde später von der Firma HEW – Herforder Elektromotoren-Werke saniert, dabei erhielten alle Glocken neue Holzjoche und Klöppel.
| Nr. | Name         | Gewicht  | Durchmesser | Gussjahr | Gießer          | Ort    | Schlagton |
| --- | ------------ | -------- | ----------- | -------- | --------------- | ------ | --------- |
| 1   | Betglocke    | 1.320 kg | 1.313 mm    | 1959     | Rincker         | Sinn   | e1        |
| 2   | Marienglocke | 1.150 kg | 1.193 mm    | 1459     | Hermann Klinghe | Bremen | fis1      |
| 3   | Totenglocke  | 890 kg   | 1.110 mm    | 1959     | Rincker         | Sinn   | g1        |